# Brug Uilenstede
De Brug Uilenstede is een kunstwerk uitgevoerd als vaste brug of viaduct, maar van uit het gezichtspunt beneden een tunnel, en is gelegen in het dijklichaam van de Beneluxbaan in de Noord-Hollandse stad Amstelveen en voert over de Bos en Vaartlaan en is gelegen aan de westzijde van de wijk Uilenstede.
De brug is bijzonder breed waarbij ook overdag kunstlicht onder de brug noodzakelijk is omdat onvoldoende daglicht doordringt. De brug wordt gedragen door 16 vrij slanke witte pilaren opgesteld in 2 rijen van 8. De Bos en Vaartlaan is uitsluitend toegankelijk voor (brom-)fietsers en voetgangers. Het viaduct met een blauwe balustrade heeft op de Beneluxbaan 2 rijbanen voor het autoverkeer aan beide zijden en de trambaan in het midden. Aan de zijkanten ligt aan beide zijden een fietspad gescheiden door een middenberm maar er is geen voetpad. De ruimte onder het viaduct wordt voor een groot gedeelte gebruikt als fietsenstalling door de studenten van de nabij gelegen studentenflats. Het ontwerp voor dit bouwwerk kwam architect Dirk Sterenberg, in die tijd werkzaam bij de Dienst der Publieke Werken in Amsterdam, maar voor dit project verantwoording afgevend voor het Technisch Bureau van de Vereniging van Nederlandse Gemeenten.
Het viaduct werd gelijktijdig met de Beneluxbaan in circa 1960 aangelegd op de plaats van de vroegere Middenweg, een smalle landelijke weg dwars door de Middelpolder die liep van de Kalfjeslaan nabij het huidige Uilenstede naar de Parelvisserslaan in Bankras/Kostverloren de oostelijke wijk van Amstelveen.
Oorspronkelijk reed er geen openbaar vervoer en lag op de plaats van de huidige tram/sneltramhalte een middenberm van steen gelegen tussen de met bomen en bosjes begroeide middenberm van de Beneluxbaan. In 1965 was er een plan voor een verlenging van tram 24 naar Amstelveen en zou over het viaduct worden geleid maar door de opkomende metroplannen ging dit niet door evenals de metro zelf. In 1969 verscheen voor het eerst een buslijn over de brug, bus 66 gevolgd in 1972 door bus 49 en in 1975 bus 67. Deze verdwenen toen in 1990 toen aan de noordkant van het viaduct de tram/sneltramhalte van tram 5 en sneltram 51 werd geopend en oorspronkelijk bestond uit een hoog noordelijk gedeelte en een laag zuidelijk gedeelte. Om deze te bereiken moesten in het viaduct aan de noordzijde met veel moeite en tegen hoge kosten grote gaten worden geboord voor de aanleg van de trappen naar de tram/sneltramhalte vergelijkbaar als in 1960 bij Brug 705 in Amsterdam. Op 3 maart 2019 verdween sneltram 51 maar bleef tram 5. Van 27 mei 2019 tot en met 6 november 2020 verscheen ook tram 6. Bus 55 (vervanger van sneltram 51) reed over het viaduct maar halteerde er niet. In de zomer van 2019 werd ook de noordelijk gelegen hooggelegen tramhalte verlaagd. Sinds 13 december 2020 rijdt hier tramlijn 25.   
De brug is vernoemd naar de gelijknamige wijk.

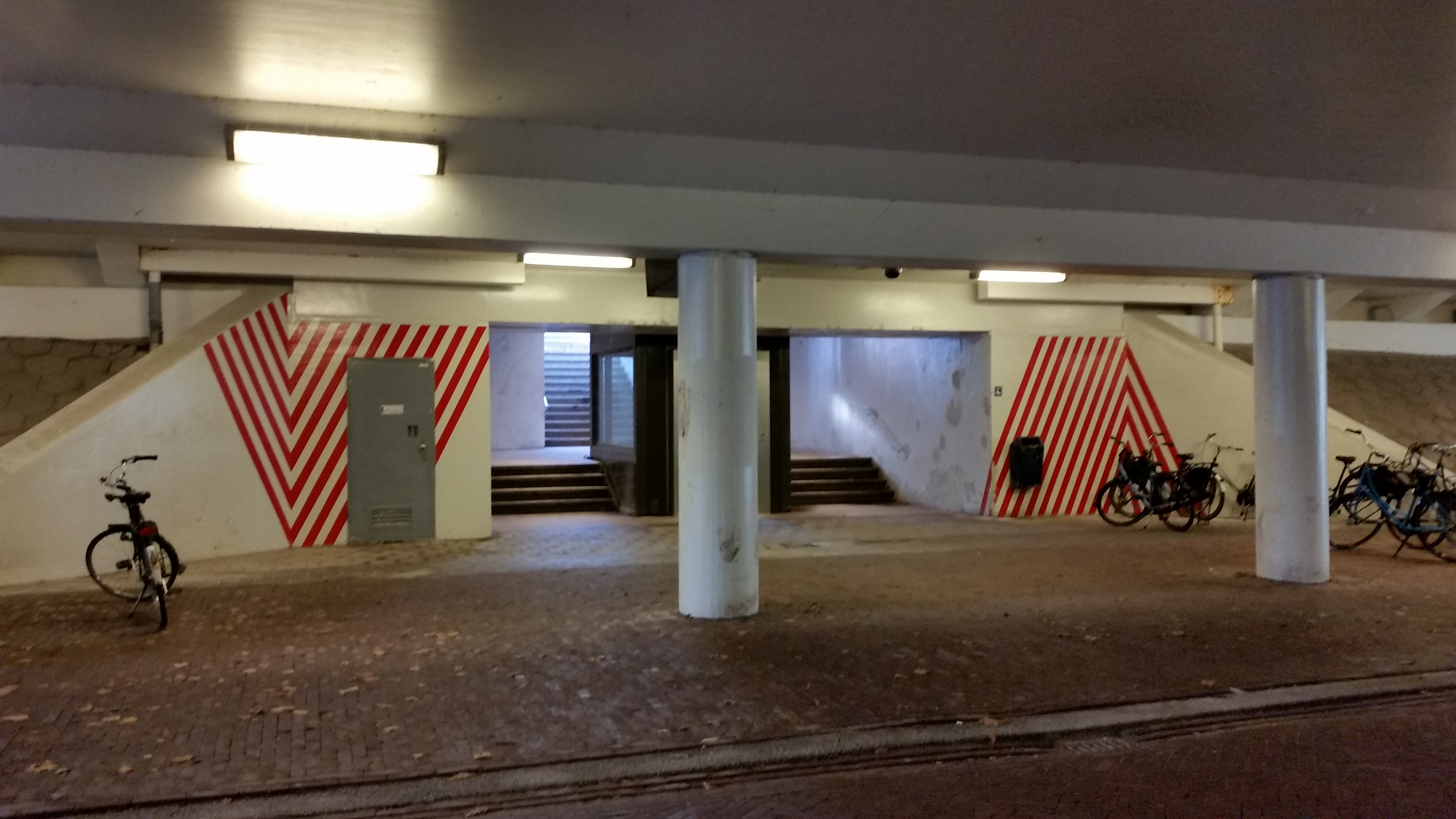
Trap naar en van halte (oktober 2019)

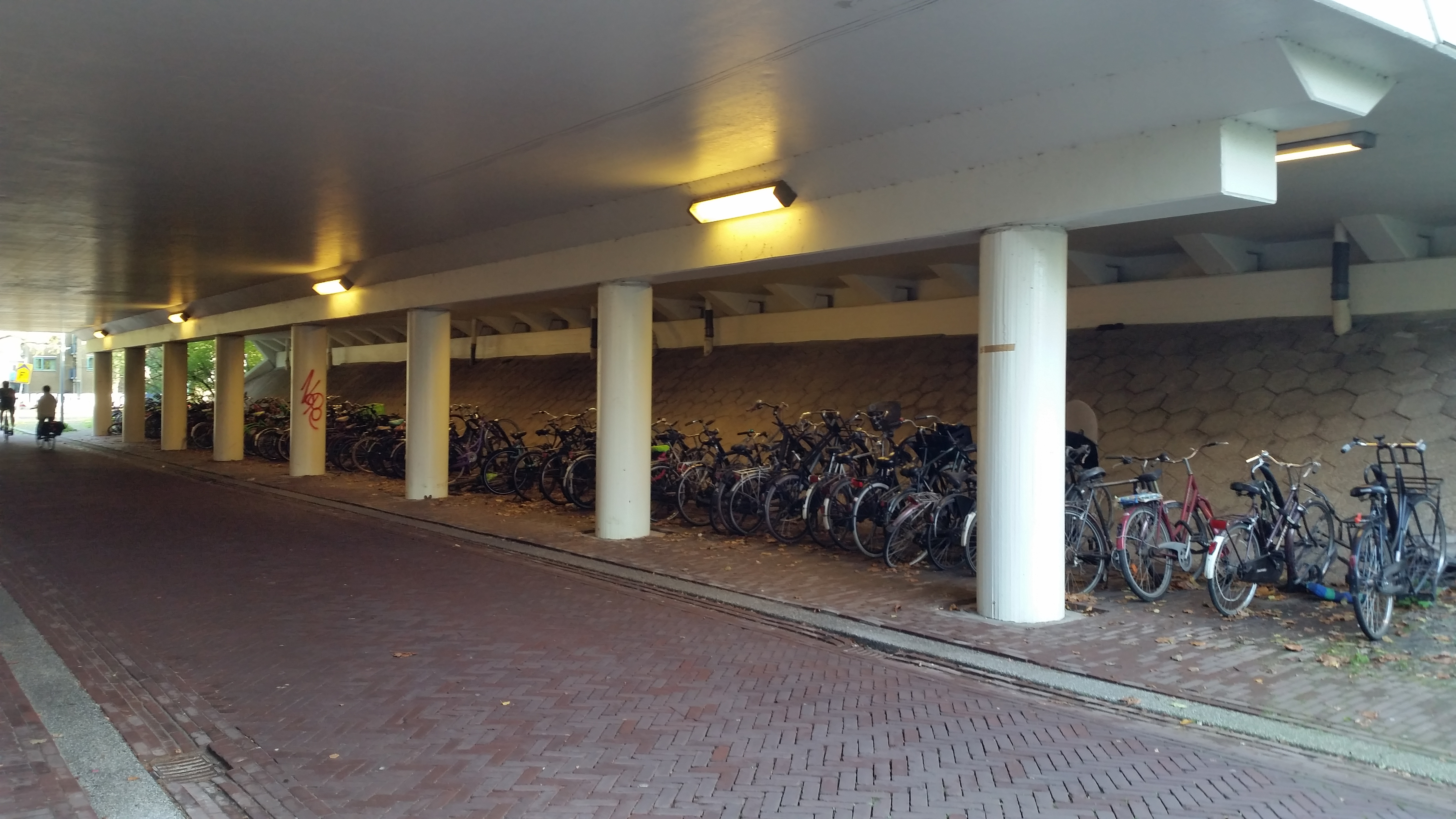
Zuilengalerij (oktober 2019)